# باشگاه فوتبال لوکسوود
باشگاه فوتبال لوکسوود (به انگلیسی: Loxwood Football Club) یک باشگاه فوتبال در شهر لوکسوود، کشور انگلستان است که در سال ۱۹۲۰ میلادی تأسیس شده‌است.